# Celtia

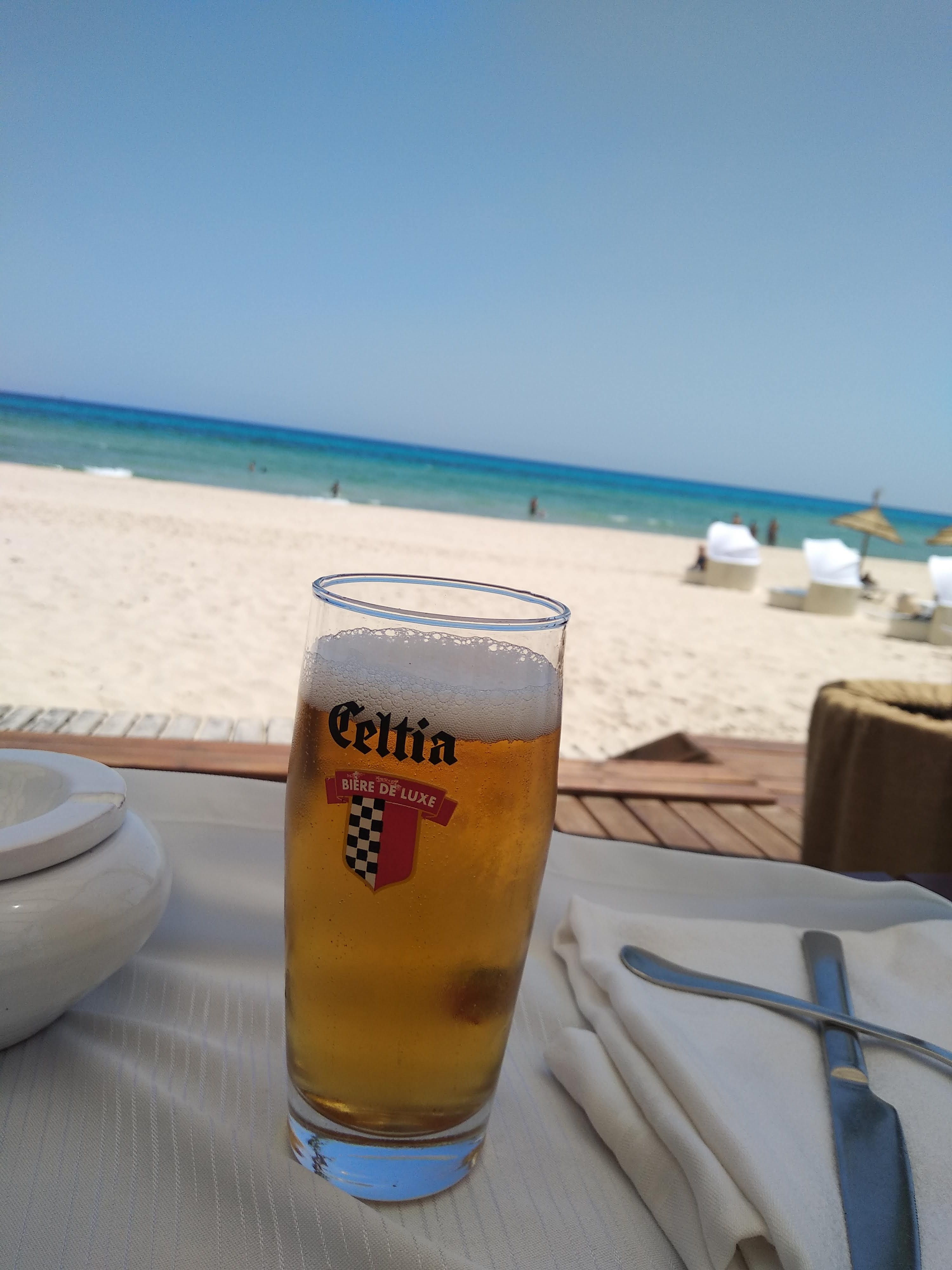
Cerveza Celtia en la playa en Tunez

Celtia ( árabe tunecino : سلتيا) es una marca de cerveza tunecina.

## Producción
La cerveza se ha producido desde su creación en la maltería de la SFBT ubicada en el distrito de Bab Saadoun en Túnez. La cebada y la malta se cultivaban en Túnez hasta mediados de la década de 1980, pero ahora se importan de Francia o (Alemania).
Las latas de cerveza Celtia hicieron su aparición en 1986 y los Kegs en 1992. A pesar de la competencia de Heineken, disponible en Túnez desde 2009, Celtia sigue dominando el mercado nacional. En 2011, la producción de Celtia alcanzó los 1.402.818 hectolitros.  Ese año, así como en 2012, la marca incluso está mostrando su mayor crecimiento con un crecimiento en volumen de alrededor del 15% y el 13%, incluso aunque el aumento de los impuestos sobre el alcohol en 2013 votado por la troika frenó temporalmente esta dinámica.  De un precio unitario de 1 100 dinares, el coste de la lata de 24 cl pasa a 1 370 dinares después de la votación, el 20 de diciembre de 2012, por la Asamblea constituyente de Túnez, de la ley de finanzas de 2013.

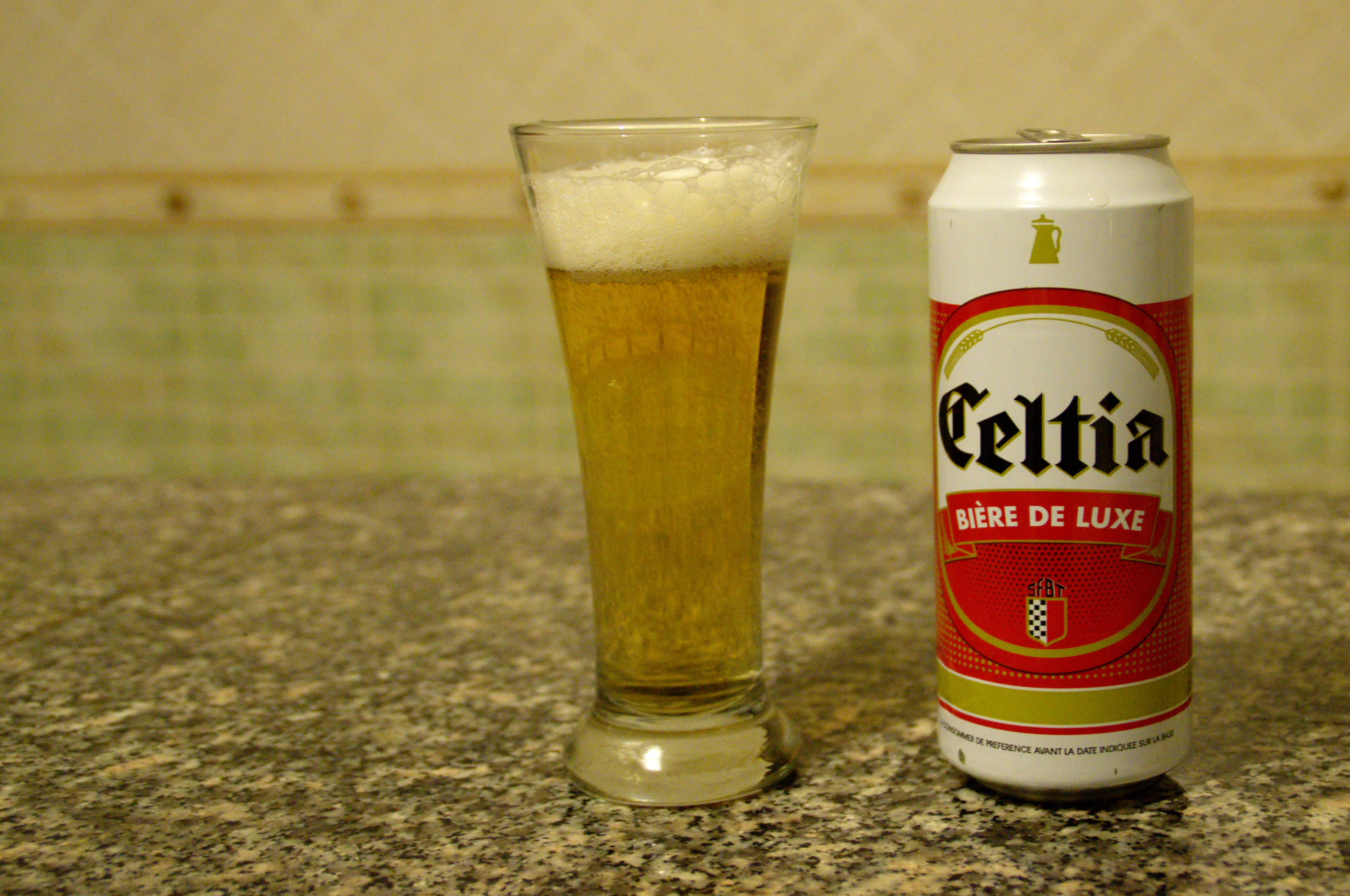
Lata de 50 cl de la marca.

Celtia se presenta en botellas de cristal de 25 o 30 cl  y en latas de aluminio de 24, 33 y 50 cl. Su packaging combina los colores rojo y blanco, con las siglas de la marca en letra negra en las latas. El nombre está tipografiado con caracteres góticos y supera la mención "cerveza de lujo" ("Bière de luxe" en francés).
Se comercializa en cajas de 24 botellas y bandejas de 24 latas. Además, también se vende a hoteles, bares y restaurantes en grandes barriles metálicos para servirlo de barril . En 2017, las latas representaron el 62% de la producción, frente al 35% de las botellas de vidrio y el 3% de las barricas.

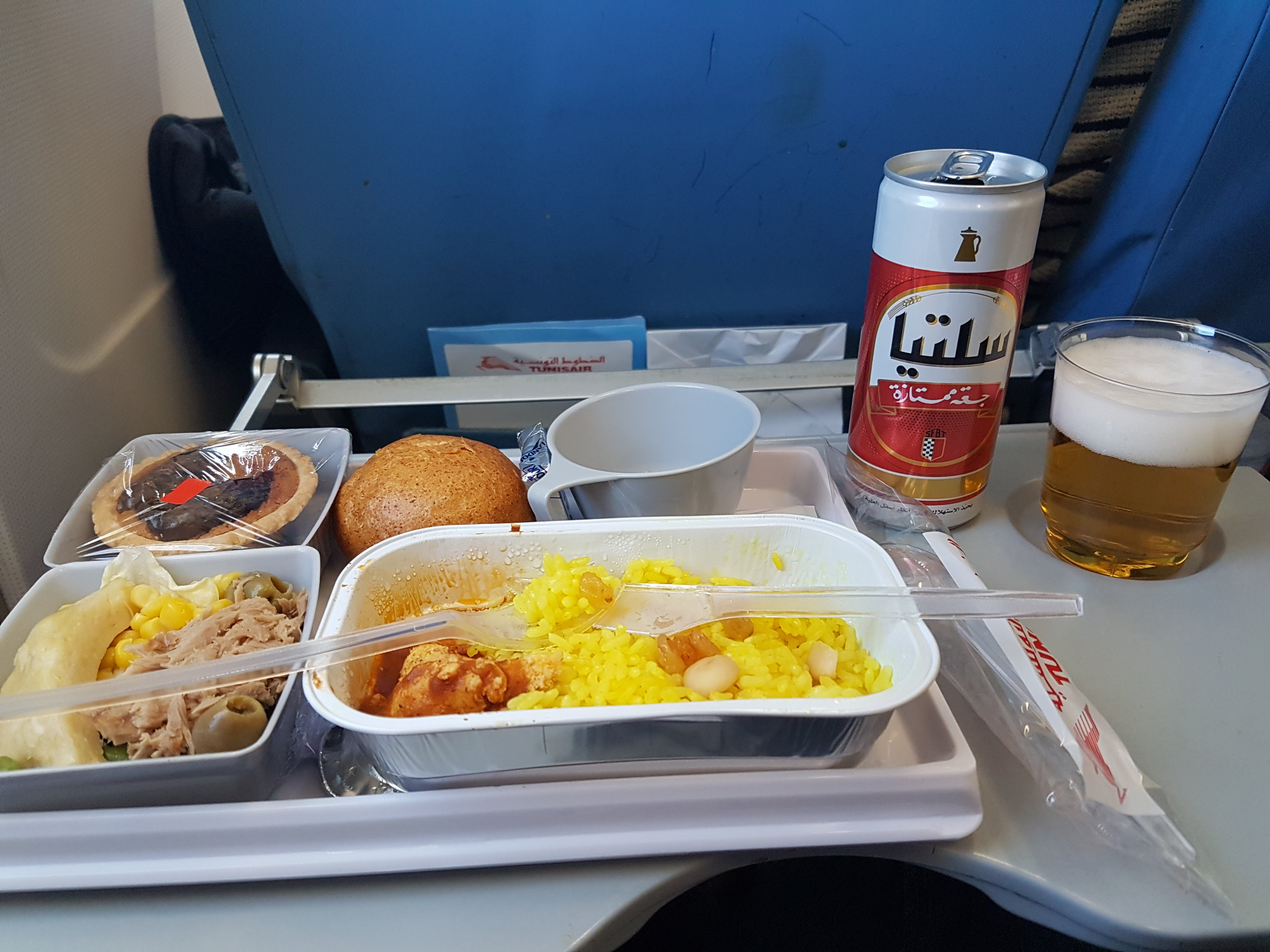
Cuando vuelas con Tunisair, se te ofrece Celtia para acompañar la comida.

El 16 de diciembre de 2012, la empresa francesa Podemos Difusión SAS lanzó el proyecto "Allo Celtia", mediante el cual la venta online de Celtia está disponible en Bélgica, Luxemburgo, (Alemania), Italia y Reino Unido. La venta se realiza online a través de PayPal o in situ en un relevo de Celtia. También está prevista su distribución en Francia. 

## Marketing
La marca aprovecha la tendencia de consumir productos locales y patrocina varios eventos en Túnez. Celtia se convirtió en el símbolo del patriotismo y del sueño de un mañana mejor.
</ref> Las latas son utilizadas por artistas como el caricaturista _Z_, que ve un símbolo ambivalente: una cerveza popular que se autodenomina cerveza de lujo o una cerveza insignia cuasi estatal que también se vende en el mercado negro. 